# Ligat HaAl

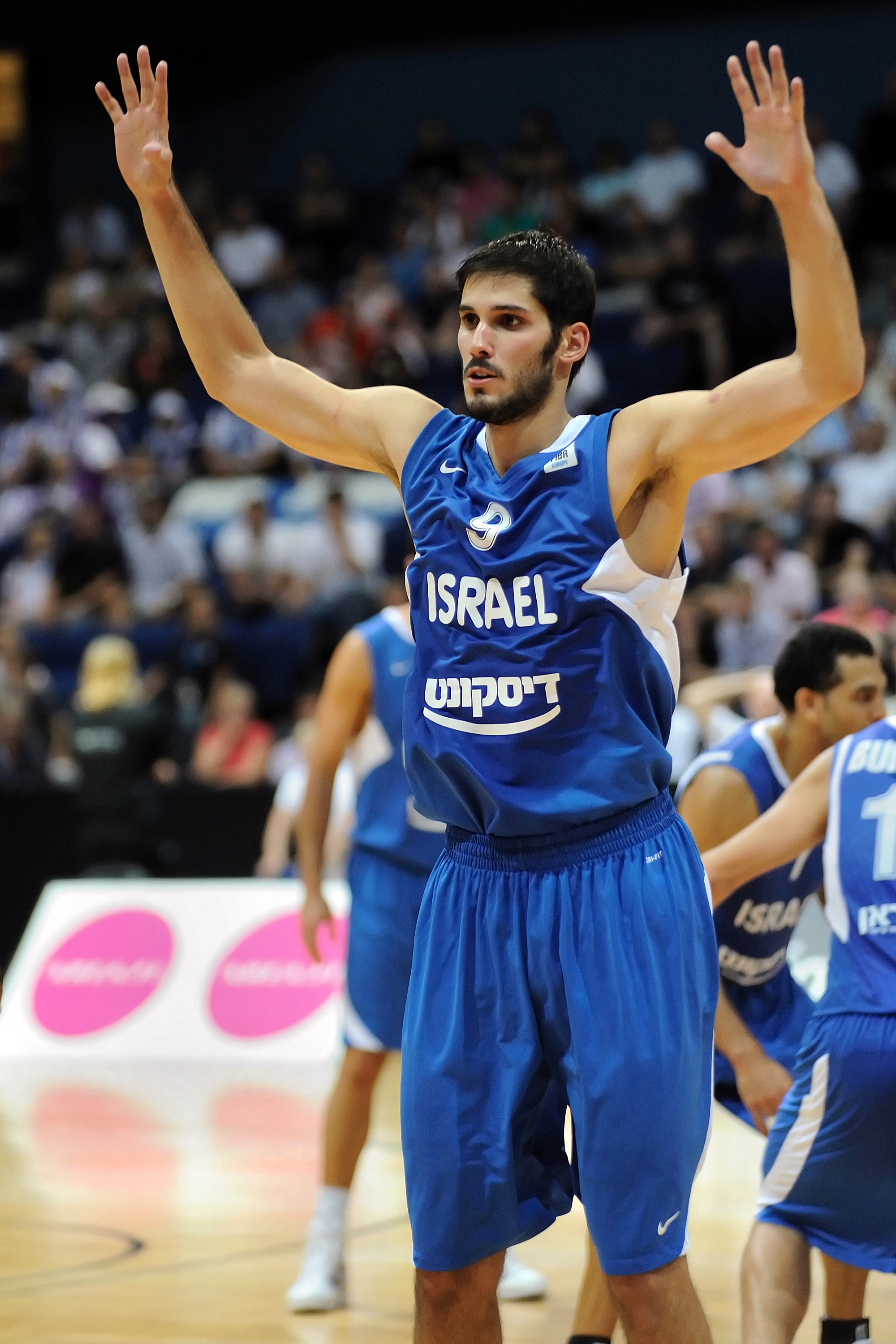
Israel player Omru Casspi

Ligat HaAl (em hebraico:ליגת העל‎), ou Israel Basketball Super League é a principal organização de basquetebol em Israel, e uma das principais no mundo. Conta com a participação de doze equipes: Nahariya, Haifa, Gilboa, Kiryat Ata, HaSharon, Tel Aviv, Ramat Gan, Holon, Giv'at Shmuel, Ashkelon, Jerusalém e Rison LeZion.

## Clubes Participantes
| Time                     | Cidade                  | Cores |
| ------------------------ | ----------------------- | ----- |
| Maccabi Haifa            | Haifa                   |       |
| Hapoel Fattal Eilat      | Eilat                   |       |
| Hapoel Gilboa Galil      | Gilboa Regional Council |       |
| Hapoel Unet Holon        | Holon                   |       |
| Hapoel Migdal Jerusalém  | Jerusalém               |       |
| Hapoel SP Tel Aviv       | Telavive                |       |
| Ironi Nahariya           | Nahariya                |       |
| Ironi Nes Ziona          | Ness Ziona              |       |
| Maccabi SCE Ashdod       | Asdode                  |       |
| Hapoel Be'er Sheva       | Bersebá                 |       |
| Maccabi Rishon LeZion    | Rishon LeZion           |       |
| Maccabi Electra Tel Aviv | Telavive                |       |

## Títulos por Clube
| Clube                                        | Campeões | Vice Campeão |
| -------------------------------------------- | -------- | ------------ |
| Maccabi Tel Aviv                             | 54       | 8            |
| Hapoel Tel Aviv                              | 5        | 20           |
| Hapoel Jerusalém                             | 2        | 6            |
| Hapoel Galil Elyon/Hapoel Gilboa Galil Elyon | 2        | 3            |
| Hapoel Holon                                 | 1        | 3            |
| Maccabi Haifa                                | 1        | 3            |
| Hapoel Ramat Gan                             | 0        | 6            |
| Ironi Ramat Gan                              | 0        | 3            |
| Hapoel Gvat/Yagur                            | 0        | 3            |
| Hapoel Haifa                                 | 0        | 2            |
| Hapoel Eilat                                 | 0        | 2            |
| Elitzur Netanya                              | 0        | 1            |
| Maccabi Rishon LeZion                        | 0        | 1            |
| Maccabi Ironi Ra'anana                       | 0        | 1            |
| Ironi Nahariya                               | 0        | 1            |
| Maccabi Ashdod                               | 0        | 1            |